# Antero de Abreu
Antero Alberto Ervedosa de Abreu (Luanda, 22 de fevereiro de 1927 - 15 de março de 2017) foi um advogado, jurista, diplomata, escritor e poeta angolano.

## Biografia
Antero de Abreu nasceu em Luanda, Angola, e lá concluiu os estudos primários e secundários. Estudou Direito em Portugal, primeiro pela Universidade de Coimbra, concluindo os estudos pela Universidade de Lisboa. Ainda estudante em Lisboa, tornou-se líder da Casa dos Estudantes do Império.
No processo da independência angolana, entre 1975 e 1976, sob coordenação de Diógenes Boavida e com apoio da jurista Maria do Carmo Medina, foi designado a participar na redação das leis fundamentais do país, incluindo a Lei da Nacionalidade.
Após a independência angolana, tornou-se fundador da União dos Escritores Angolanos e também da Academia de Artes e Ciências Sociais.
Em 1977 tornou-se o segundo Procurador-Geral da República Popular de Angola, trabalhando neste organismo até 1993. Entre 1993 e 1997 foi Embaixador de Angola na Itália.

## Morte
Abreu faleceu em 15 de março de 2017, aos 90 anos, de doença.